# Mustafa Isawi
Mustafa Farahat Isawi (arab. مصطفى فرحات عيسوي) – egipski zapaśnik walczący w stylu wolnym. Mistrz Afryki w 1979. Szósty na mistrzostwach śródziemnomorskich w 1979 roku.